# Football Factory
Pour le film, voir The Football Factory.

Football Factory est le premier roman écrit par John King. Il a connu un franc succès en Angleterre et a par la suite été traduit dans de nombreuses langues dont le français. Il est paru en France en 1998 aux éditions Atelier Alpha bleue, collection « Alpha bleue étrangère », avec une traduction d’Alain Defossé. C'est le premier tome d'une trilogie composée de La Meute (Headhunters) et Aux couleurs de l'Angleterre (England Away).

## Trame
Ce récit explore la vie de Tom et de sa bande d'amis, hooligans anglais, fans de Chelsea, qui slaloment entre les bagarres, l'alcool et le sexe. Ce roman dépeint une fresque sur la société anglaise et la classe ouvrière en particulier, amoureuse de football mais en proie au chômage de masse et au racisme.

## Adaptation
Ce roman est adapté au cinéma en 2004 par le cinéaste anglais Nick Love sous le titre The Football Factory.

## Éditions

### En version originale
- Jonathan Cape eds, 1997, 262 p.  (ISBN 0224043021)
- Vintage eds, 2000, 864 p.  (ISBN 0099282682) (cette édition comprend l'ensemble de la trilogie : Football factory, La Meute (Headhunters) et Aux couleurs de l'Angleterre (England Away).

### Éditions en français
- Atelier Alpha bleue, coll. « Alpha bleue étrangère », trad. Alain Defossé, 1998, 353 p.  (ISBN 2-86469-091-8)
- J'ai Lu, numéro 5297, 1999, 348 p.  (ISBN 2290052973)
- Éditions de l'Olivier, Paris, trad. Alain Defossé, 2004  (ISBN 2879294649)
- Éditions Points, 2006, 399 p.  (ISBN 2757800019)

### Éditions en russe
- AST eds, 2006, 479 p.  (ISBN 5170349343)